# معركة جزيرة سافو

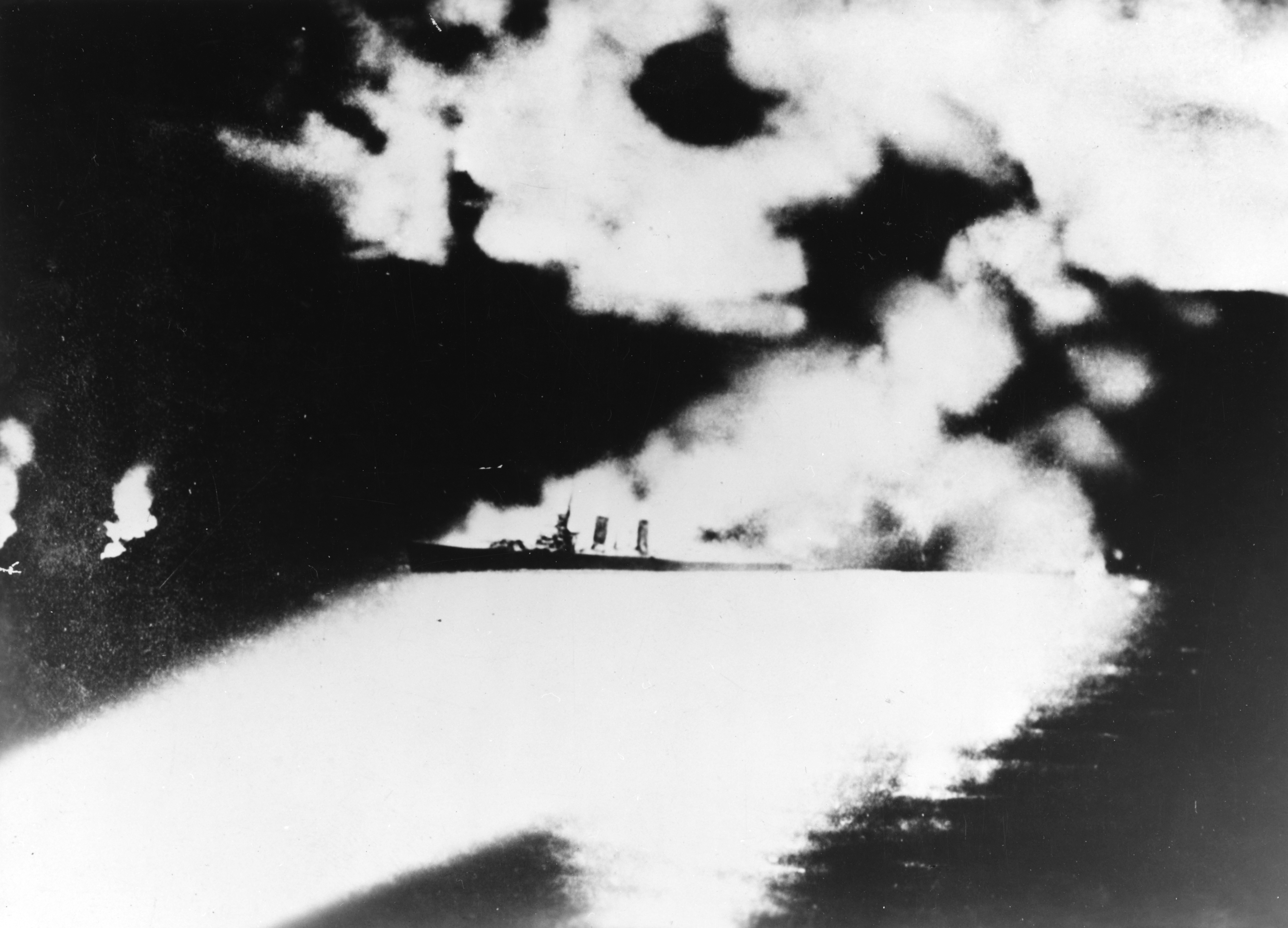
الطراد الأمريكي الثقيل يو إس إس كوينسي يشتعل قبل غرقه تحت تأثير هجمات يابانية مكثفة بالمدافع والطوربيدات أثناء معركة جزيرة سافو. تم التقاط الصورة تحت الأضواء الكاشفة من إحدى السفن اليابانية المهاجمة

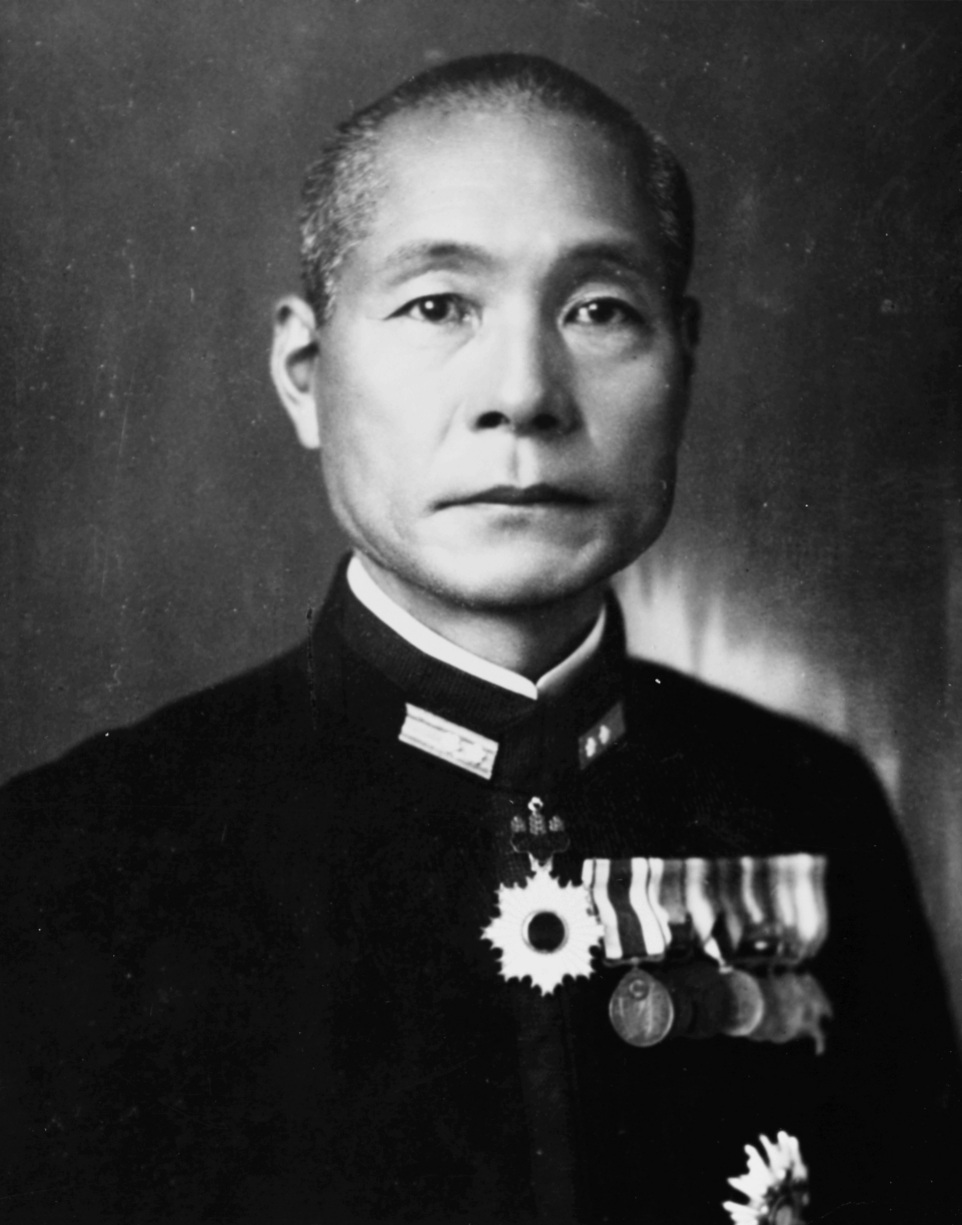
القائد الياباني غونيتشي ميكاوا

معركة جزيرة سافو (بالإنجليزية: Battle of Savo Island)‏، وتعرف أيضًا باسم معركة جزيرة سافو الأولى (بالإنجليزية: First Battle of Savo Island)‏، كما تعرف في المصادر اليابانية باسم معركة بحر سولومون الأولى (باليابانية: 第一次ソロモン海戦) وتعرف بين محاربي حملة جوادالكانال القدامى بـمعركة البطات الخمس الجالسات (بالإنجليزية: Battle of the Five Sitting Ducks)‏، هي معركة بحرية دارت أحداثها أثناء حملة المحيط الهادئ في الحرب العالمية الثانية بين البحرية الإمبراطورية اليابانية وبحرية قوات الحلفاء.
وقعت أحداث المعركة يومي 8 و9 أغسطس 1942، وكانت أول اشتباك بحري كبير في حملة جوادالكانال، وأول معركة في سلسلة المعارك البحرية التي دارت أحداثها في المضايق التي سميت لاحقًا باسم «قاع الحديد» (بالإنجليزية: Ironbottom Sound)‏ ـ قرب جزيرة جوادالكانال ـ لكثرة السفن التي غرقت فيها، وهي أيضًا المعركة الأولى في سلسلة المعارك البحرية والبحرية-الجوية الخمس الطاحنة التي أثرت على سير المعارك البرية في جوادالكانال نفسها، في أثناء سعي اليابانيين لمجابهة الهجوم الأمريكي في المحيط الهادئ.
كان يفصل هذه المعارك البحرية الطاحنة أيام قلائل بين الواحدة والأخرى، حتى جاءت معركة تاسافارونغا (يشار إليها أحيانًا باسم معركة جزيرة سافو الرابعة أو ـ في المصادر اليابانية ـ معركة نقطة لونغا) ـ التي وقعت أحداثها في 30 نوفمبر 1942 ـ والتي سعى اليابانيون بعدها لتجنب الخسائر الضخمة بإرسال الإمدادات بالغواصات والبوارج، ثم وقعت المعركة البحرية الكبرى الأخيرة يومي 29 و30 يناير 1943 ـ وهي معركة جزيرة رينيل ـ عندما حاول اليابانيو إجلاء قواتهم البرية المتبقية.
في مواجهة عمليات الإنزال البرمائية التي قام بها الحلفاء في شرق جزر سليمان، قام نائب الأدميرال الياباني غونيتشي ميكاوا باستقدام قوة مكونة من 7 طرادات ومدمرة واحدة من القواعد اليابانية في جزيرتي نيو بريتين ونيو أيرلند عبر مضيق نيو جورجيا لمهاجمة أسطول الحلفاء البرمائي والقوة المصاحبة له. وكانت القوة المصابة تتكون من 8 طرادات و15 مدمرة تحت قيادة العميد فيكتور كرتشلي، إلا أنه لم تشترك في المعركة إلا خمس طرادات وسبع مدمرات. نجح ميكاوا في مباغتة سفن الحلفاء وتحديد مسارها، وأغرق طرادًا أستراليًا وثلاثة طرادات أمريكية، مقابل إصابات طفيفة لحقت بأسطوله، ثم عاد على الفور إلى قواعده دون أن يحاول تدمير سفن نقل الحلفاء التي كانت تدعم عملية الإنزال.
بعد المعركة انسحبت بقية سفن الحلفاء الحربية وقواتهم البرمائية من جزر سليمان، متخلية لليابانيين ـ بشكل مؤقت ـ عن سيطرتها على المياه المحيطة بجوادالكانال. وكانت قوات الحلفاء قد نزلت بجزيرة جوادالكانال والجزر المحيطة قبل المعركة بيومين فحسب، فأصبحت في موقف حرج بعد انسحاب هذا الأسطول، إذ لم يكن في حوزة هذه القوات إلا القليل من الإمدادت والمعدات والمواد الغائية التي تسمح ببقائها في مواقعها. غير أن عدم تدمير ميكاوا لسفن النقل التابعة للحلفاء (رغم أن الفرصة كانت سانحة لذلك) كان خطأ استراتيجيًا محوريًا سمح للحلفاء بتثبيت أقدامهم في جوادالكانال، مما أدى في النهاية إلى انتصارهم في الحملة.

## الخلفية

### العمليات في غوادالكانال
في 7 أغسطس عام 1942، نزلت قوات الحلفاء (بشكل أساسي مشاة البحرية الأمريكية) في غوادالكانال وتولاغي وجزيرة فلوريدا في شرق جزر سليمان. كان الهدف من عمليات الإنزال حرمان اليابانيين من استخدامها كقواعد، خاصةً المطار شبه المكتمل في مهبط هندرسون الذي كان يجري بناؤه في غوادالكانال. فلو سُمح للقوات الجوية والبحرية اليابانية بإنشاء قواعد عمليات متقدمة في جزر سليمان الشرقية، فستكون في وضع يمكنها من تهديد طرق الإمداد بين الولايات المتحدة وأستراليا. أراد الحلفاء أيضًا استخدام الجزر كنقاط انطلاق لحملة لاستعادة السيطرة على جزر سليمان، وعزل القاعدة اليابانية الرئيسية في رابول أو السيطرة عليها، ودعم حملة غينيا الجديدة للحلفاء، التي كانت آنذاك تبني قوتها تحت قيادة الجنرال دوغلاس ماكارثر. بدأت عمليات الإنزال مفتتحة حملة غوادالكانال التي استمرت ستة أشهر.
كان القائد العام للقوات البحرية المتحالفة في عملية غوادالكانال وتولاغي هو الفريق الأمريكي فرانك جاك فليتشر. مثلما قاد مجموعات مهام النقل التي توفر الغطاء الجوي. وقاد الأدميرال الأمريكي ريتشموند ك. تورنر الأسطول البرمائي الذي حمل 16 ألف من القوات إلى غوادالكانال وتولاغي. وتحت قيادة تورنر أيضًا، كانت قوة المسح التابعة للأدميرال فيكتور كروتشلي المكونة من ثماني طرادات وخمسة عشر مدمرة وخمس كاسحات ألغام. وخصصت هذه القوة لحماية سفن تورنر وتقديم الدعم لإطلاق النار لعمليات الإنزال. قاد كروتشلي قوته المكونة من سفن أمريكية في الغالب من سفينة القيادة الطراد الأسترالي الثقيل إتش إم إيه إس أستراليا.
فاجأت عمليات إنزال الحلفاء القوات اليابانية. قام الحلفاء بتأمين تولاغي، وجزيرتي جافوتو وتانامبوغو المجاورتين، والمطار قيد الإنشاء في غوادالكانال بحلول الليل في 8 أغسطس. وفي 7 و8 أغسطس، هاجمت الطائرات اليابانية المتمركزة في رابول قوات الحلفاء البرمائية عدة مرات، وأشعلت النار في سفينة النقل الأمريكية جورج إف إليوت (التي غرقت لاحقًا) وألحقت أضرار جسيمة بالمدمرة يو إس إس جارفيس. في هذه الهجمات الجوية، خسر اليابانيون 36 طائرة، بينما خسرت الولايات المتحدة 19 طائرة، بما في ذلك 14 طائرة مقاتلة من حاملات الطائرات.
أعلن فليتشر أنه سيسحب فرق مهام حاملة الطائرات مساء يوم 8 أغسطس، بسبب قلقه بشأن الخسائر التي تكبدتها قوة حاملة الطائرات المقاتلة، وقلقه من التهديد الذي تتعرض له ناقلاته من المزيد من الهجمات الجوية اليابانية، وبشأن مستويات الوقود في سفنه.
يؤكد بعض المؤرخين أن وضع الوقود لدى سفن فليتشر لم يكن حرجًا على الإطلاق ولكن فليتشر استخدم هذه الحجة لتبرير انسحابه من منطقة المعركة. تلخص ملاحظات كاتب سيرة فليتشر أن الإنزال كان ناجحًا ولم تكن هناك أهداف مهمة للدعم الجوي القريب في متناول اليد. ونظرًا إلى قلقه بشأن فقدان 21 من حاملات الطائرات الخاصة به، قيم أن حاملاته كانت مهددة بضربات قاذفات الطوربيد، ورغبًة بالتزود بالوقود قبل وصول القوات البحرية اليابانية، انسحب مثلما سبق أن حذر تورنر وفانديغريفت. ومع ذلك، اعتقد تورنر أن فليتشر فهم أنه كان عليه توفير غطاء جوي حتى يجري إفراغ جميع الناقلات في 9 أغسطس.
على الرغم من أن عملية التفريغ كانت تسير بشكل أبطأ مما هو مخطط له، قرر تورنر أنه دون غطاء جوي للناقلات، سيتعين عليه سحب سفنه من غوادالكانال. وخطط لتفريغ أكبر قدر ممكن أثناء الليل والمغادرة في اليوم التالي. 

### الرد الياباني
كان اليابانيون غير مستعدين لعملية الحلفاء في غوادالكانال، تضمنت الاستجابة اليابانية الأولية للعملية غارات جوية ومحاولة تعزيز. ونقل ميكاوا، قائد الأسطول الياباني الثامن الذي شُكل حديثًا ومقره في رابول، 519 جنديًا من القوات البحرية على متن طائرتين للنقل وأرسلهم نحو غوادالكانال في 7 أغسطس. عندما علم اليابانيون أن قوات الحلفاء في غوادالكانال كانت أقوى مما أبلغوا عنه في الأصل، استُدعيت الناقلات. 
جمع ميكاوا أيضًا كل السفن الحربية المتاحة في المنطقة لمهاجمة قوات الحلفاء في غوادالكانال. وفي رابول تواجد الطراد الثقيل تشوكاي (سفينة ميكاوا الرئيسية) والطرادات الخفيفة تينري ويوباري والمدمرة يوناغي. وفي الطريق من كافينغ كان هناك أربع طرادات ثقيلة من قسم الطرادات 6 تحت قيادة الأدميرال أريتومو غوتو: أوبا، وفوروتاكا، وكاكو، وكينوغاسا. 
تدربت البحرية اليابانية بشكل مكثف على تكتيكات القتال الليلي قبل الحرب، وهي حقيقة لم يكن الحلفاء على دراية بها. كان ميكاوا يأمل بالاشتباك مع قوات الحلفاء البحرية قبالة غوادالكانال وتولاغي في ليلة 8 و9 أغسطس، ليستطيع توظيف خبرته في القتال الليلي مع تجنب الهجمات من طائرات الحلفاء، التي لا يمكن أن تعمل بشكل فعال في الليل. التقت سفن ميكاوا الحربية في البحر بالقرب من رأس سانت جورج مساء 7 أغسطس ثم اتجهت إلى الشرق والجنوب الشرقي.

## المعركة

### مقدمة
قرر ميكاوا أن يأخذ أسطوله شمال جزيرة بوكا ومن ثم إلى الساحل الشرقي لبوغاينفيل. ليتوقف الأسطول شرق كيتا لمدة ست ساعات في صباح يوم 8 أغسطس. (وهذا من شأنه تجنب الهجمات الجوية خلال النهار أثناء اقترابهم الأخير من غوادالكانال). ثم المتابعة بجانب القناة الخطيرة المعروفة «بالشق». على أمل ألا تراهم أي طائرة تابعة للحلفاء في الضوء الخافت. في الواقع، شوهد الأسطول الياباني في قناة سانت جورج، حيث كاد الرتل يصادف الغواصة يو إس إس إس - 38، المنتظرة في كمين. وكانت قريبة جدًا من إطلاق الطوربيدات، لكن قبطانها، الملازم أول ه. ج. مونسن بث عبر الراديو: «مدمرتان وثلاث سفن كبيرة من طراز غير معروف قادمة باتجاه 4 0 بسرعة كبيرة، على بعد ثمانية أميال غرب رأس سانت جورج»، بمجرد وصوله إلى بوغاينفيل، نشر ميكاوا سفنه على مساحة واسعة لإخفاء تكوين قوته وأطلق أربع طائرات عائمة من طراداته لاستكشاف سفن الحلفاء جنوب جزر سليمان. في الساعة 10:20 و11:10، رصدت سفنه من قبل سلاح الجو الملكي الأسترالي (أر إيه إيه إف) عبر طائرات الاستطلاع هدسون المتمركزة في خليج ميلنه في غينيا الجديدة. أخطأت أول طائرة هدسون التقييم ليكون «ثلاث طرادات وثلاث مدمرات وسفينتا خدمات للطائرات المائية». (ملاحظة: تشير بعض الروايات إلى أن طاقم هدسون الأول تعرف على سفن العدو بشكل صحيح، ولكن تغير تكوين قوات العدو من تقرير أطقم الطائرات من قبل ضباط المخابرات في خليج ميلنه). حاول طاقم هدسون إبلاغ الحلفاء ما شاهدوه عبر محطة إذاعة في فال ريفر، غينيا الجديدة. لم يتلقوا أي استجابة، وعادوا إلى خليج ميلنه في الساعة 12:42 لضمان تلقي التقرير في أقرب وقت ممكن. فشلت طائرة هدسون الثانية أيضًا في الإبلاغ عن المشاهدات عبر الراديو، لكنها أكملت دوريتها وهبطت في خليج ميلنه في الساعة 15:00. وذكرت أنها شاهدت «طرادات ثقيلة وطرادين خفيفين ونوعًا غير معروف». ولكن لأسباب مجهولة، لم تُنقل هذه التقارير إلى أسطول الحلفاء قبالة غوادالكانال حتى الساعة 18:45 و21:30، على التوالي، في 8 أغسطس. كتب المؤرخ الرسمي الأمريكي صموئيل موريسون في تأريخه لعام 1949 أن طاقم هدسون التابع للسلاح الجوي الأسترالي فشل في الإبلاغ عن المشاهدة إلا بعد الهبوط وحتى تناول الشاي. احتل هذا الادعاء عناوين الصحف الدولية وتكرر من قبل العديد من المؤرخين اللاحقين. أدت الأبحاث اللاحقة إلى تشويه هذه النسخة من الأحداث، وفي عام 2014، أقرت قيادة التاريخ والتراث البحرية الأمريكية في رسالة إلى مشغل الراديو في طاقم هدسون، الذي ضغط على مدى عقود لتبرئة اسم زملائه في الطاقم، أن انتقادات موريسون كانت «غير مبررة».